# Parc Nacional Yala
El Parc Nacional Yala també conegut com a Parc Nacional Ruhuna, és un parc nacional situat a Sri Lanka. El parc està situat a la regió semiárida de clima sec, amb temporades de pluja sobretot durant el monsó, conté una varietat d'ecosistemes entre ells, boscos humits i aiguamolls marins.
Yala és una de les 70 àrees importants per a la conservació de les aus (ANAVA per les seves sigles en anglès) a Sri Lanka, alberga 215 espècies d'aus, incloent sis espècies endèmiques del país. El nombre de mamífers que s'ha registrat al parc és de 44 i té una de les majors densitats de lleopards al món.
El parc es troba en la part suroriental del país, situat a les províncies Raïm i Sud.

## Història
En 1560 el cartógraf espanyol Cipriano Sánchez va assenyalar a Yala en el mapa, esmentant que: «va ser abandonat per 300 anys a causa de les seves condicions insalubres». El Cap de Justícia Sir Alexander Johnston va escriure un detallat relat de Yala en 1806 després de viatjar de Trincomalee a Hambantota. El 23 de març de 1900 el govern va proclamar a Yala i Wilpattu com a reserves sota una «ordenança forestal».
Inicialment l'abast de la reserva va ser d'aproximadament 389 km², entre els rius Menik i Kumbukkan. El Game Protection Society (actualment Wildlife and Nature Protection Society) va ser instrumental en l'establiment de la reserva. La superfície forestal entre Palatupana i Yala va ser declarat un lloc de caça reservat només per als esportistes residents.

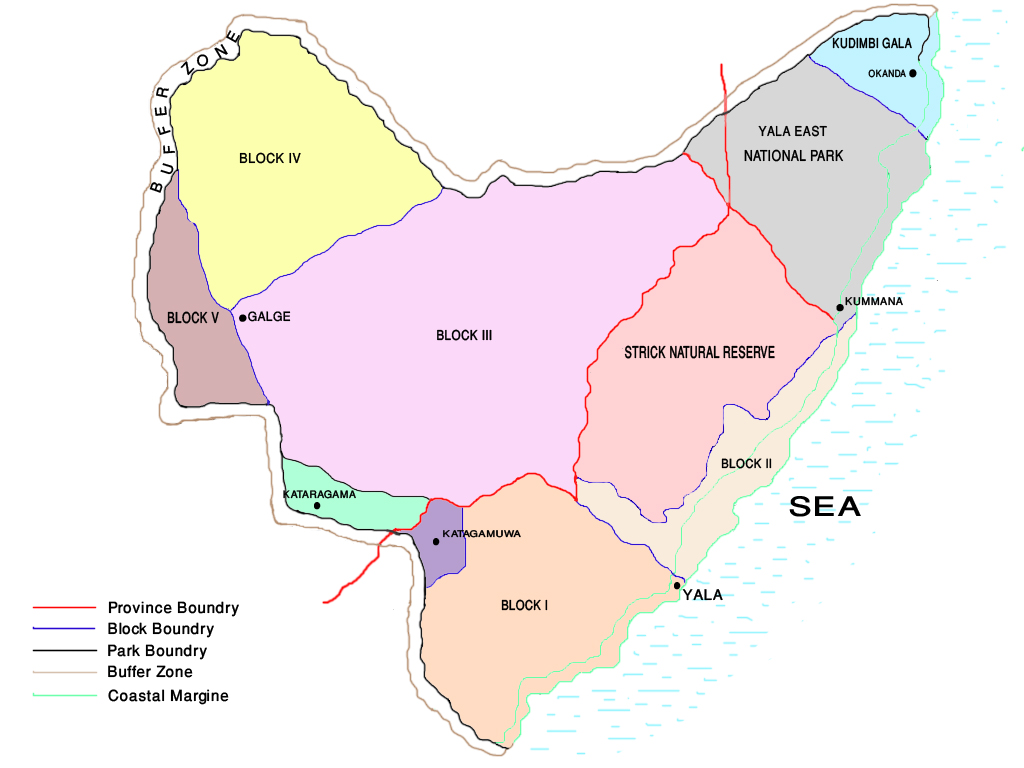
Mapa del Parc Nacional Yala.

Henry Engelbrecht va ser el primer director del parc, era un oficial Bóer, que va servir sota les ordres del general Christiaan de Wet en la Segona Guerres Bòer. Va ser empresonat i portat com a presoner de guerra, a Ceilan el 1900. Com Engelbrecht es va negar a jurar lleialtat a Eduard VII, no se li va permetre la repatriació a Sud-àfrica.El governador de Ceilan, Sir Henry Arthur Blake es va reunir amb ell en un viatge de Hambantota a Badulla i com a resultat, el 1908 Engelbrecht va ser guardonat amb la posició de director. Es va fer càrrec de la vida silvestre i va aconseguir la detenció d'alguns caçadors il·legals. No obstant això, durant la Primera Guerra Mundial, va ser empresonat per subministrar carn a un creuer alemany el SMS Emden. Engelbrecht va ser posat en llibertat després de tres mesos, llavors va tornar a Hambantota. Va morir en la pobresa després d'uns anys el 25 de març de 1922. Molt temps després de la seva mort, es va comprovar que era innocent de l'acusació.
L'1 de març de 1938 Yala es va convertir en parc nacional al moment en què la Flora and Fauna Protection Ordinance va ser aprovada per Stephen Senanayake, el ministre d'agricultura.

El parc consta de cinc blocs:
| Bloc     | Mesura           | Data en què es va agregar al parc |
| -------- | ---------------- | --------------------------------- |
| Bloc I   | 14 101 hectàrees | 1938                              |
| Bloc II  | 9931 hectàrees   | 1954                              |
| Bloc III | 40 775 hectàrees | 1967                              |
| Bloc IV  | 26 418 hectàrees | 1969                              |
| Bloc     | 6656 hectàrees   | 1973                              |

Hi ha sis parcs nacionals i tres santuaris de vida silvestre als voltants de Yala. Entre ells el Parc nacional Kumana, Yala Strict Nature Reservi, i els santuaris Kataragama, Katagamuwa i Nimalawa que són contigus al parc. Yala va ser el centre d'algunes civilitzacions antigues, com a civilitzacions budistes, i és visitat anualment per 400 000 pelegrins.

### Impacte del terratrèmol de 2004
Yala es trobava en el camí directe del tsunami de 2004 de l'oceà Índic, que va afectar Sri Lanka 90 minuts després de la seva generació. L'impacte va causar la mort de 250 persones a la zona.

## Característiques físiques
L'aigua abunda després del monsó del nord-est, però durant l'estació asseca l'aigua superficial es converteix en un factor important. L'aigua superficial es troben en forma de rierols, dipòsits, pous d'aigua, piscines de roca, i llacuna. Existeixen ulls d'aigua que es produeixen en llocs baixos, mentre que també hi ha piscines de roca de diverses grandàries capaces de contenir l'aigua durant tot l'any i, per tant, són una font important d'aigua per als elefants. Per a moltes aus aquàtiques i búfals d'aigua els ulls d'aigua naturals són un hàbitat ideal. Tals dipòsits es concentren principalment en el bloc I seguit per l'II. Existeixen diversos dipòsits entre ells els dipòsits de Maha Seelawa, Buthawa, Uraniya, i Pilinnawa. Hi ha diverses rutes per arribar al parc des de Colombo, no obstant això la ruta de Ratnapura i Tissamaharama és la més curta amb 270 quilòmetres.

### Clima
El parc es troba en una regió semiárida de clima sec, on la pluja és major sobretot durant el monsó. En mitjana al parc anualment es reben entre 500 i 775 mil·límetres de pluja. La temperatura mitjana és aproximadament 26.4 °C al gener i 30 °C a l'abril. En el referit al vent, existeix un increment durant el monsó del sud-oest, en comparació del vent durant el monsó del nord-est, amb velocitats de fins a 23 quilòmetres per hora a 15 quilòmetres per hora.

## Flora
El Parc nacional Yala abasta diversos ecosistemes com la pluviselva, la selva tropófila, Praderies, sabanes i matollars temperats i aiguamolls. L'àrea sota la coberta forestal es compon principalment del Bloc I i de pasturatges de zones verdes obertes (pasturatges Pelessa) incloent alguns pasturatges extensius. La superfície forestal es limita al voltant del riu Menik mentre que els pasturatges es troben cap al costat del mar. Altres tipus d'hàbitat del Bloc I són els manglars, llacunes, entre d'altres. La vegetació dels manglars en la llacuna Buthuwa és en gran part Rhizophora mucronata, mentre que espècies com Avicennia i Aegiceras són menys abundants. La vegetació del bloc II és similar a la del Bloc I. Els manglars del Bloc II es produeixen entorn de l'estuari del riu Menik, que aconsegueix 100 hectàrees. Les plantes de manglar més comuns són: Rhizophora mucronata, Sonneratia caseolaris, Avicennia i Aegiceras corniculatum. Les llacunes Pilinnawa, Mahapothana i Pahalapothana estan localitzades en aquest bloc.Altres espècies comunes dels manglars a la zona: Sonneratia caseolaris, Acanthus ilicifolius, Excoecaria agallocha i Lumnitzera racemosa. També es pot trobar Crinum zeylanicum.
En els blocs III, IV i V, els boscos estan més estesos. La dosser arbori conté espècies de plantes com Drypetes sepiaria i Manilkara hexandra. Els pasturatges Pitiya són importants per al pasturatge animal. Cynodon barberi és comú en els pasturatges Pitiya mentre que Zoysia matrella és una espècie dominant a la platja. Entre les 300 espècies de flors rares es troben: Manilkara hexandra, Drypetes sepiaria, Chloroxylon, Terminalia arjuna, Poma de closca, Berrya cordifolia, Randia dumetorum, Pleurostylia opposita, Gymnema sylvestris, Dichrostachys cinerea, Azadirachta indica, Ficus benghalensis, Salvadora persica, Schleichera oliosa, Vitex pinnata, Syzygium cumini, Gmelina asiatica, Carissa spinarum, Euphorbia antiquorum i Acàcia eburnea. Glenniea unijuga és una espècie endèmica que pot ser trobada en els aiguamolls del parc.Munronia pumila, Salacia reticulata i Asparagus racemosus són plantes medicinals.

## Fauna

### Aus
Yala és una de les 70 àrees importants per a la conservació de les aus a Sri Lanka. De 215 espècies d'aus del parc, sis són endèmiques del país: Ocyceros gingalensis, Gall de Sri Lanka, Colom de Sri Lanka, Megalaima rubricapillus, Pycnonotus melanicterus i Pellorneum fuscocapillus. El nombre d'aus aquàtiques que habiten en els aiguamolls del parc és de 90 i la meitat d'elles són migrants. Aus aquàtiques (Ànec arbori menut i Xarrasclet), Phalacrocorax (Microcarbo niger i Phalacrocorax fuscicollis), aus aquàtiques de gran grandària (Bernat pescaire, Ibis capnegre, Becplaner, Anàstom asiàtic, Tàntal indi), espècies de grandària mitjana (Tringa) i espècies de grandària petita (corriol), són les més comunes. Jabirú asiàtic i Leptoptilos javanicusson són les aus més rares que es poden veure al parc. L'espècie migrant Pelicà vulgar i l'espècie resident Pelicà malai han estat registrades també. Altres espècies, atretes per les llacunes de Yala són: Flamenc menut i espècies de Pelicà, a més d'espècies rares com Agró roig, Nycticorax, Egret, Polla blava i Anhinga oriental. Milers d'aus aquàtiques migran a les llacunes de Yala durant el monsó del nord-est, per exemple: Ànec cuallarg, Fumarell alablanc, Becut, Polit cantaire, Tètol i Picaplatges. Algunes espècies visitants s'han barrejat amb les espècies residents, per exemple: Ànec arbori menut, Fredeluga malabar, Fredeluga índia i Esacus recurvirostris. Colom, Turnix suscitator, Paó blau, Cigonya negra, Camallarga i Phoenicopterus roseus són algunes altres espècies d'aus. Spilornis cheela i Haliaeetus leucogaster són les aus de presa del parc. Les aus forestals són Treron bicincta, Bucerotidae, Muscicapidae, Terpsiphone paradisi, Megalaimidae i Oriolidae.

### Mamífers

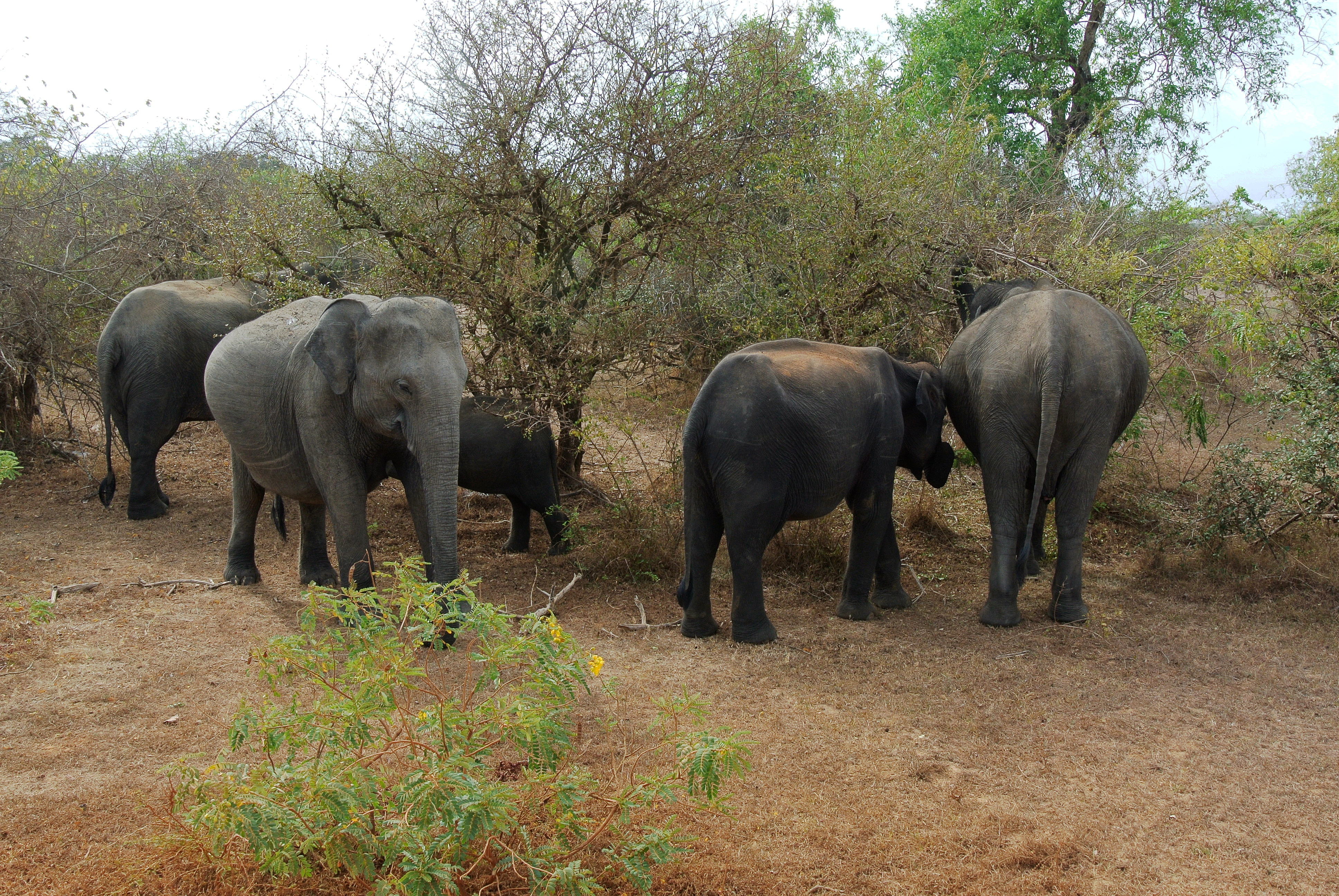
Elefants al parc

Incloent a l'elefant (Elephas maximus maximus) hi ha 44 espècies de mamífers residents al parc, que a més té una de les majors densitats de lleopard al món. Es calcula que 25 lleopards es troben en el bloc I. Les rajades d'elefants del parc contenen aproximadament de 300 a 350 elefants. La població d'elefants del parc varia segons les estacions.

### Rèptils
Els rèptils registrats al parc són 46 i 5 d'ells són endèmics de Sri Lanka: Bungarus ceylonicus, Xenochrophis asperrimus, Chrysopelea taprobanica, Calotes ceylonensis i Otocryptis wiegmanni. La línia costanera del parc és visitada per les 5 tortugues marines en perill d'extinció: Tortuga llaüt, Tortuga olivàcia, Tortuga careta, Tortuga carei i Tortuga verda marina. Les dues espècies de cocodrils de cria de Sri Lanka: Cocodril persa i Cocodril marí habiten al parc.Cobra d'ulleres i Daboia russelii són alguns dels altres rèptils. 

### Peixos
En els cursos d'aigua de Yala s'han trobat 21 peixos d'aigua dolça. La població de peixos en les reserves perennial contenen espècies exòtiques com: Oreochromis mossambicus.
Garra ceylonensis i Esomus thermoicos són altres espècies endèmiques. Puntius filamentosus, Puntius sarana, Etroplus maculatus i Lepidocephalus thermalis es troben entre les espècies comunes del parc.

### Invertebrats
Les espècies de Cranc i Carideu són la fauna de les llacunes del parc.
Una varietat de lepidòpters poden ser trobats a Yala, entre ells es troben: Graphium sarpedon, Papilio demoleus, Atrophaneura hector, Delias eucharis i Papilio polytes que són les espècies més comunes.

## Amenaces i conservació
El furtivisme, la mineria, la tala, la invasió de l'agricultura i la lliure entrada de bestiar, són les principals amenaces al parc. El cultiu de tabac, el soroll i la contaminació de l'aire, causades pel turisme sense control són alguns temes de conservació. El creixement de les espècies invasores com Lantana camara, Opuntia stricta i Chromolaena odorata amenacen a les plantes natives.

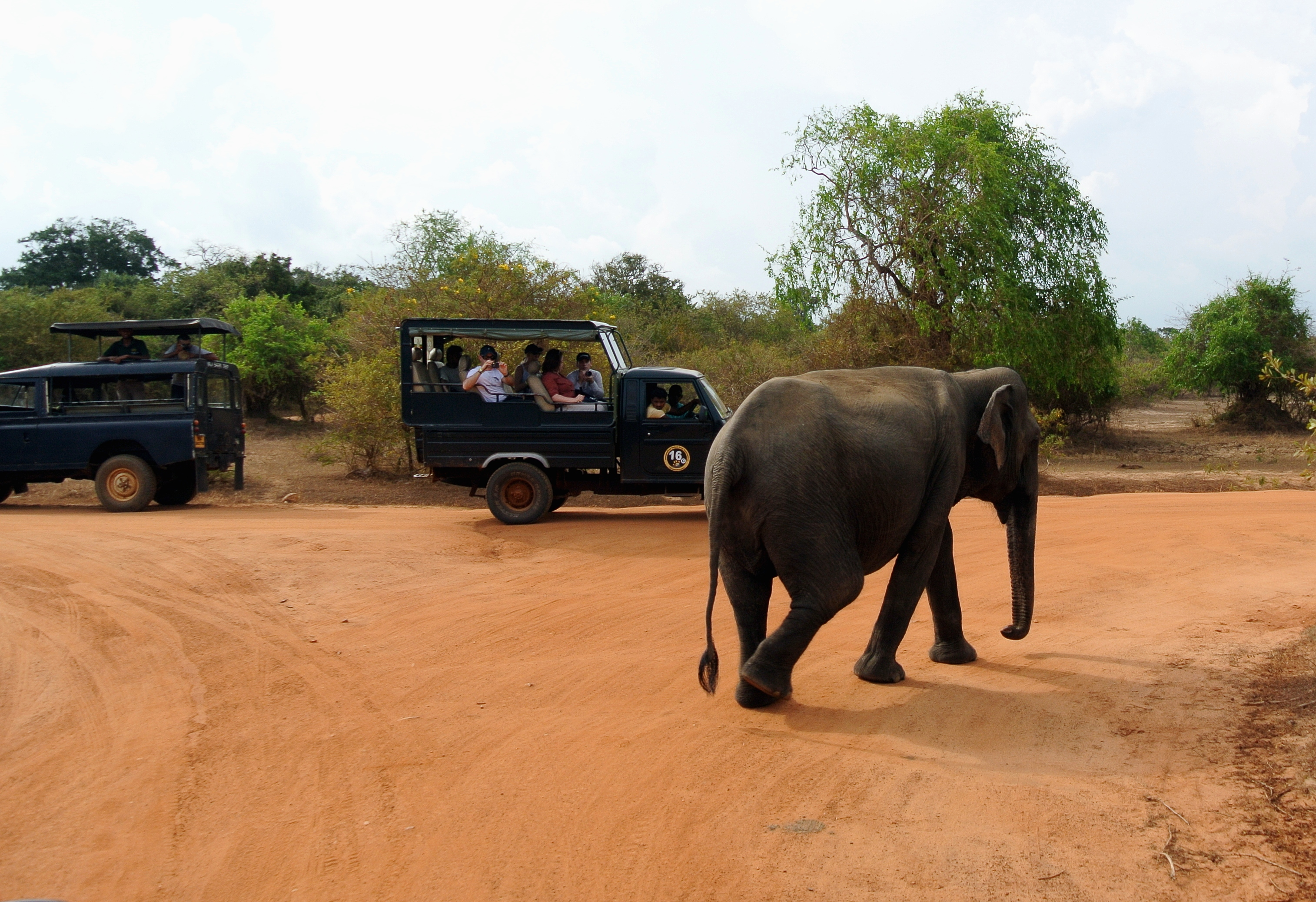
Turisme al parc.

En el profund de la selva es troben cultius de Cannabis sativa a les zones buidades. Existeixen espècies pertorbades pels pescadors a la regió de Patanangala. Les tortugues són capturades en xarxes de pesca i els pescadors llancen escombraries i enderrocs a la platja. A més s'han col·locat paranys interiors i es desenterren els nius de tortugues. Al llarg de 40 quilòmetres va ser construïda una a prop elèctrica per evitar que els elefants es moguin als llogarets propers.

## Turisme
El Parc nacional Yala és el parc més visitat a Sri Lanka.L'any 2002 es van rebre al voltant de 156.867 turistes al parc. Els estrangers, especialment europeus, representen el 30% del total dels visitants. En 2000 els ingressos, incloent alguns honoraris va ser d'aproximadament $468.629. Però a causa de la renovació de la seguretat, els ingressos es van perdre. El parc ha estat susceptible als atacs terroristes. Per exemple el 17 d'octubre de 2007, un grup dels Tigres d'Alliberament del Eelam Tamil van atacar un destacament de l'exèrcit en Thalgasmankada al parc.